# Oued Rhiou (distrito)
Oued Rhiou é um distrito localizado na província de Relizane, Argélia. Sua capital é a cidade de mesmo nome. A população total do distrito era de 92 256 habitantes, em 2008.[carece de fontes?]

## Comunas
O distrito está dividido em três comunas:
- Oued Rhiou
- Merdja Sidi Abed
- Ouarizane